# حيرام ستريت
حيرام ستريت هو سياسي أمريكي، ولد في 7 مارس 1814 في مقاطعة واشنطن في الولايات المتحدة، وتوفي في 8 يناير 1897 في Canemah, Oregon ‏ في الولايات المتحدة.